# كاميلي دوسيت
كاميلي دوسيت (بالفرنسية: Camille Doucet)‏ هو كاتب وكاتب مسرحي وشاعر فرنسي، ولد في 16 مايو 1812 في باريس في فرنسا، وتوفي بنفس المكان في 1 أبريل 1895.